# Dit del mig (gest)
El gest del " dit del mig" és, en la cultura occidental, un gest ofensiu. El gest consisteix en aixecar el dit del mig estès verticalment en senyal d'hostilitat. Generalment es considera obscè.
Aquest símbol es representa amb l'emoji ⟨🖕⟩ (Codi hexadecimal: U + 1F595), que es va introduir a la versió 7.0 de l'estàndard Unicode, el 2014.

## Variants
Hi ha diverses variacions: es solen doblegar els dits anul·lar i índex al mateix temps, agafat amb el polze, al voltant del dit mitjà. També hi ha una variant del gest, ja que de vegades també es combina amb el gest de butifarrar, que també té una connotació insultant.
En alguns països de parla anglesa, com ara els Estats Units, el Canadà, el Regne Unit, els irlandesos, Austràlia i Nova Zelanda, es considera una V amb el dit índex i el dit mig aixecats i apuntant cap enrere la mà cap a l'interlocutor. insultant com el dit mitjà (no confondre amb el signe V donat amb la mà davantera). Aquesta V en realitat imita la lletra U, primera lletra de l' « argot anglesa "«up yours" (Literalment: "En el teu"). Al nord d'Àfrica, el dit mitjà es fa obrint la palma de la mà cap a l'interlocutor o cap al cel i inclinant el dit mitjà cap a l'interlocutor o cap al cel.

## Orígens
Els inicis d'aquest gest són molt incerts, però probablement tenen uns quants milers d'anys. S'anomena digitus impudicus ("dit desvergonyit") en textos de l'antiga Roma. A l'antiga Grècia, aquest gest s'anomenava katapygon (κατάπυγον, de kata - κατά, " cap avall "I pugē - πυγή", natges "). A les comèdies gregues, el dit mitjà erecte era un insult a algú, el terme katapugon significava " un home que rep penetració anal " —Katapygaina. Als núvols  d'Aristòfanes (423 aC. AD), Sòcrates qüestiona un deixeble sobre la mètrica en poesia ; Strepsiades declara que coneix molt bé el dàctil i aixeca el dit mig. És un humor visual basat en l'equívoc del terme mecanògraf. Diògenes Laërce a Vides, doctrines i sentències de filòsofs il·lustres presta aquest gest al cínic filòsof Diògenes de Sinope.:
| « | … Havent trobat un dia el Parlaveu Demòstenes, que estava sopant en una taverna; i aquest, retirant-se, Diògenes (de Sinope) li va dir: No et vas, en retirar-te, sinó que vas a una taverna més gran. Dels desconeguts que volien veure Demòstenes, els va mostrar el dit mig estès, dient: "Així és el que governa el poble d'Atenes. | » |

| « | … També deia que molta gent es donava per boja pels seus dits, perquè si algú portava el dit mig estès, el miraven com un ximple; cosa que no passava si portaves el dit petit estès. | » |

 El dit del mig estirat al voltant dels altres dits abaixats evoca un fal·lus i la resta de la mà, un escrot. L'ús generalitzat del dit mitjà erecte és probablement degut a la gran influència geogràfica de l'Imperi romà i la civilització grecoromana.
Una altra possible causa pot ser al món mediterrani a segle I dC., on estirar digitus impudicus era un dels diversos mètodes utilitzats per allunyar el mal d'ull.
Una història popular diu que els arquers anglesos agitaven dos dits estirats davant dels francesos durant la Guerra dels Cent Anys, però de fet estaria vinculat als orígens del signe V, també molt incert, i no al dit mitjà. Sense aportar cap prova per donar suport o excusar aquestes teories, el possible origen estaria en l'adopció per part de les tropes militars angleses professionals del poderós arc llarg anglès utilitzat per primera vegada pels seus oponents a Gal·les. L'elecció d'aquesta arma els va donar tanta superioritat contra la cavalleria i els ballestes francesos, que els que van ser capturats van veure's amputat el dit mig per no poder disparar més amb l'arc. També, per provocació, abans de les batalles, haurien agitat el dit mitjà en direcció a les tropes franceses amb la idea de dir "Vine a buscar-los". Sembla que aquest gest el van prendre als mateixos gal·lesos, quan s'enfrontaven a Anglaterra.

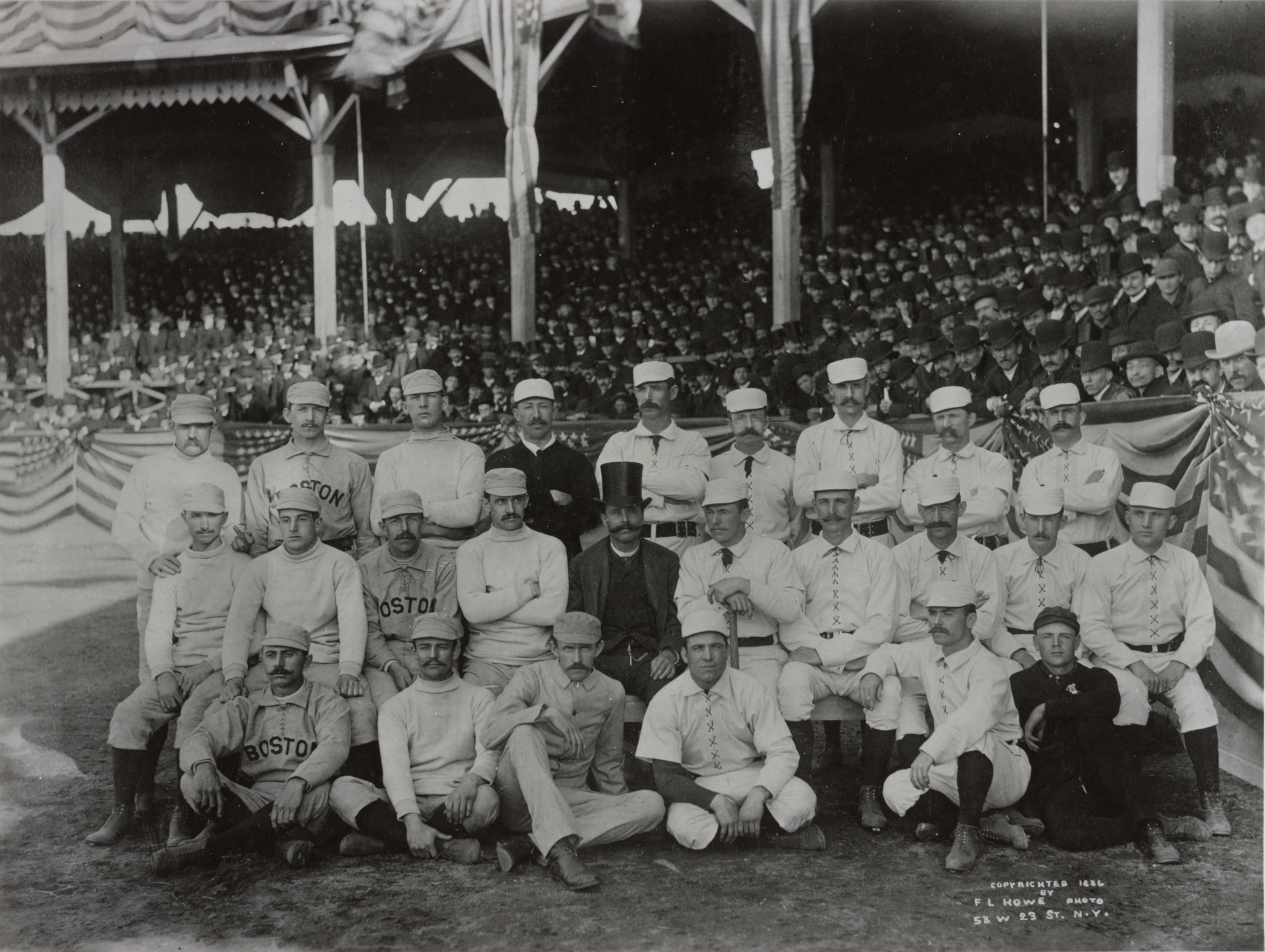
Old Hoss Radbourn, a l'extrem esquerre de la fila superior, mostra un dit el 1886. Aquesta és la primera foto coneguda d'aquest gest.

El primer document conegut que mostra aquest gest és una foto de 1886 on es troben reunits els jugadors de beisbol dels Boston Beaneaters i New York Giants, i en la qual Old Hoss Radbourn assenyala el fotògraf Jeremy Corbie.

## Impacte cultural
Aquest gest va tenir un paper en diversos esdeveniments polítics. Durant l'incident de Pueblo, Corea del Nord va capturar un vaixell americà; durant les sessions fotogràfiques, era habitual que els tripulants mostressin un dit del mig discretament aixecat per tal de fer malbé l'efecte de la propaganda a l'exèrcit contrari; com que els nord-coreans no sabien el significat d'aquest gest, els presoners els van explicar primer que era "un signe hawaià de bona sort".